# FS ALe 803 sorozat

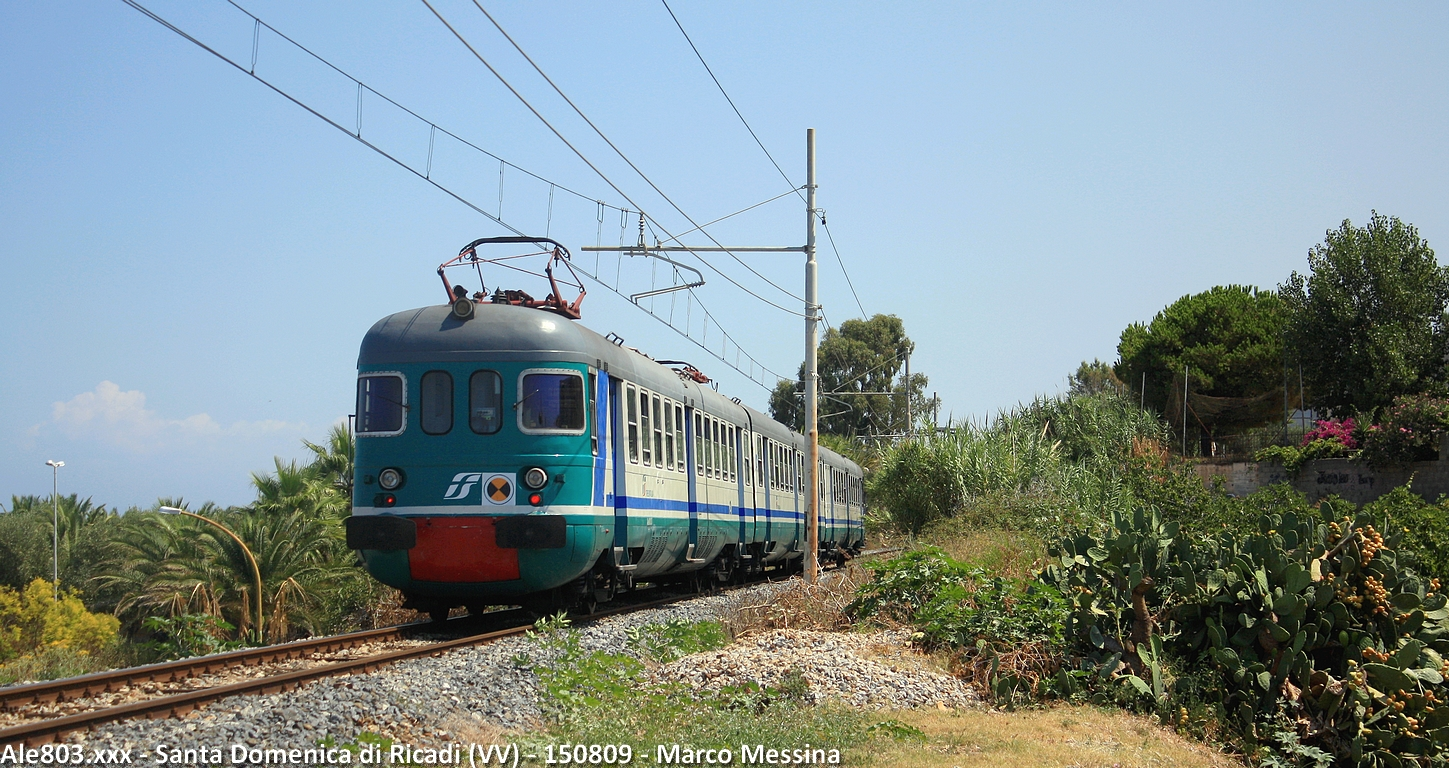
ALe 803 már az új kék-fehér festésben

Az FS ALe 803 sorozat egy háromrészes, Bo'Bo'+2'2'+2'2' tengelyelrendezésű olasz villamosmotorvonat-sorozat. 1961 és 1973 között gyártották. Összesen 53 szerelvény készült az FS részére.